# Matt Murray (ishockeymålvakt född 1998)
Matthew "Matt" Murray, född 2 februari 1998, är en kanadensisk professionell ishockeymålvakt som är kontrakterad till Dallas Stars i National Hockey League (NHL) och spelar för Texas Stars i American Hockey League (AHL).
Han har tidigare spelat för UMass Minutemen i National Collegiate Athletic Association (NCAA) och Fargo Force i United States Hockey League (USHL).
Murray blev aldrig NHL-draftad.